# I-31
I-31 — підводний човен Імперського флоту Японії, який брав участь у Другій світовій війні.

## Загальні відомості
Корабель належав до типу B (він же клас I-15), представники якого мали великі розміри (їх надводна водотоннажність перевищувала підводний показник океанських підводних човнів США) та могли нести розвідувальний літак або, після переобладнання, мінісубмарину для диверсійних операцій.
I-31 завершили у травні 1942-го та включили до 15-ї дивізії підводних човнів.

## Перший похід
7 серпня 1942-го союзники висадились на сході Соломонових островів, що започаткувало шестимісячну битву за Гуадалканал та змусило японське командування перекидати в регіон підкріплення. Як наслідок, 15 серпня I-31 вийшов з Куре із завданням здійснювати патрулювання на південний схід від зазначеного архіпелагу.
25 серпня 1942-го, коли тривав другий день битви біля східних Соломонових островів, I-31 встановив контакт з якимись ворожими силами, проте так і не зміг вийти в атаку, а пізніше тієї ж доби на човні виникли серйозні проблеми з гідравлічною системою. I-31 був вимушений попрямувати для ремонту на атол Трук (головна японська база в Океанії, створена ще до війни в центральній частині Каролінського архіпелагу), куди прибув 30 серпня.

## Другий похід
6 вересня 1942-го I-31 полишив Трук та попрямував для рекогносцирування островів Ндені та Ванікоро (острови Санта-Круз), відносно яких у японського командування були підозри щодо наявності тут бази ворожих гідролітаків (можливо відзначити, що за кілька діб з Труку вийшли головні сили флоту для патрулювання північніше від Соломонових островів в межах підтримки операцій на Гуадалканалі).
На світанку 11 вересня 1942-го літак з I-31 здійснив розвідувальний політ, під час якого виявив кілька літаючих човнів «Каталіна» та дві їхні плавучі бази в затоці Грасіоса-Бей на північно-західному узбережжі Ндені. Після підняття літака назад на борт I-31 занурився та зміг підійти до зазначеної затоки, після чого перечекав світлу частину доби. З настанням темряви човен сплив і рушив до ворожої бази. За кілька годин по тому (вже настало 12 вересня) I-31 відкрив вогонь по гідролітаках зі своєї палубної гармати. Перш ніж цю зброю заклинило човен зміг випустити десять снарядів, наслідком чого стали важкі пошкодження двох літаків. Американські плавбази відповіли вогнем зі своїх гармат, проте I-31 вдало відійшов, занурившись за 9 хвилин після відкриття ним вогню. Також наслідком атаки стало перебазування гідролітаків на острів Еспіриту-Санту (головна база союзників на Нових Гебридах), так що в наступні тижні японські есмінці, які кілька разів вирушали до островів Санта-Круз, не змогли виявити тут присутність ворожих сил.
13 вересня 1942-го літак з I-31 розпочав розвідку острова Ванікоро. Через погану погоду політ довелось перервати, а при приводненні літак перевернувся і був втрачений, втім, човен зміг підібрати його екіпаж.
З 14 вересня 1942-го I-31 діяв в районі на південний схід від острова Гуадалканал, проте не зміг досягнути тут якихось успіхів, а 6 жовтня завершив похід на Труці.

## Третій похід та транспортні операції на Соломонових островах
14 жовтня 1942-го човен вирушив з бази із завданням патрулювати в районі на південний схід від Гуадалканалу, при цьому незадовго до того головні сили надводного флоту знову вийшли з Труку для чергової спроби переломити хід операції. 26 жовтня відбулась велика битва біля островів Санта-Крус, після чого головні сили сторін попрямували на бази, а I-31 узявся за своє друге завдання — проведення розвідки. 4 та 11 листопада 1942-го літак з I-31 здійснив успішні польоти над Сувою (Фіджі) та Паго-Паго (Самоа), проте не зміг виявити якість суттєві ворожі сили.
12—15 листопада 1942-го відбулась вирішальна морська битва біля острова Гуадалканал, після якої японці відмовились від задуму використання транспортних суден для постачання гарнізону, що тепер стало прерогативою есмінців та підводних човнів. Як наслідок, 20 листопада I-31 прибув на якірну стоянку Шортленд (прикрита групою невеликих островів Шортленд акваторія біля південного завершення острова Бугенвіль, де зазвичай відстоювались бойові кораблі та перевалювались вантажі для подальшої відправки далі на схід Соломонових островів). Тут він прийняв 30 тонн продовольства та боеприпасів і 25—29 листопада здійснив успішний рейс до Гуадалканалу, під час якого розвантажився в районі Камімбо.
29 листопада — 2 грудня 1942-го I-31 пройшов з Шортленду на Трук, де з нього зняли літак, що мало полегшити транспортні операції. Також човен прийняв 15 тонн продовольства в гумових контейнерах (за неможливості провести повноцінне розвантаження через протидію ворожих сил їх могли полишати в морі з розрахунком, що цю плавучу тару винесе на берег до японських сил) і 22—25 грудня пройшов на Шортленд, звідки майже одразу попрямував далі до Гуадалканалу. 27 грудня I-31 успішно розвантажився в Камімбо та рушив назад. На переході він двічі без успіху атакував якісь субмарини, 31 грудня зайшов на Шортленд, а 1—4 січня 1943-го пройшов звідси на Трук.
7—13 січня 1943-го човен здійснив перехід до Куре, де став на ремонт.

## Дії в Алеутській кампанії
25 лютого — 2 березня 1943-го I-31 здійснив перехід на острів Парамушир (північна частина Курильського архіпелагу) для підтримки японських операцій на Алеутах, де у складній логістичній ситуації перебували гарнізони островів Киска та Атту. Невдовзі човен вирушив у свою першу транспортну місію, відвідав Атту, 12 березня побував на Кисці, а 18 березня повернувся на Парамушир.
22 березня 1943-го човен знову вийшов у море, провів певний час на патрулюванні в районі на південний схід від Атту, далі 4 квітня доправив вантаж на Киску та 9 квітня прибув на Парамушир.
У наступні кілька тижнів І-31 здійснив ще два транспортні рейси з Парамуширу до Алеутських островів — 14—20 квітня 1943-го (17 квітня побував на Атту, куди, зокрема, доправив групу офіцерів) та 22—30 квітня (розвантажився 26 квітня на Кисці).
7 травня 1943-го І-31 розпочав черговий рейс, під час якого доправив вантажі на Атту (9 травня) та Киску (10 травня). 11 травня, коли човен перебував вже на зворотному шляху, американці розпочали висадку десанту на Атту. 12 травня І-31  зміг наблизитись до одного з ворожих загонів та випустив торпеду по лінкору USS Pennsylvania, проте її помітив патрульний літак «Каталіна». Попереджений лінкор довернув і торпеда пройшла по кормі. З «Каталіни» позначили димовою шашкою ймовірне місце, звідки стартувала торпеда, після чого три есмінці повели полювання на субмарину, яке тривало 10 годин. Нарешті, І-31 довелось сплисти на поверхню, де есмінець USS Edwards потопив його артилерією, загинули всі 95 осіб, що перебували на борту японського корабля.